# Prison de Peterborough
HM Prison Peterborough
La prison HM Peterborough (en anglais : HM Prison Peterborough) est une prison privée britannique catégorie B pour hommes et une prison fermée pour femmes et jeunes délinquantes, située à Peterborough, dans le comté de Cambridgeshire, en  Angleterre de l'Est.
La prison est gérée par la société Sodexo Justice Services (en) , une filiale de la société Sodexo, et est la seule prison au Royaume-Uni où sont incarcérés à la fois des hommes et des femmes.
La prison, qui compte 320 détenus, comprend quatre grandes ailes, chacune avec un logement séparé pour les femmes et les hommes. Il est géré par le Newton Secure Training Centre (NSTC) et le centre de formation associé, qui opère sous Sodexo Services, comprend 26 unités de logement, allant des unités de 12 étages spécialement construites aux unités d'hébergement semi-privées de 10 étages.

## Histoire
La prison de Peterborough est construite sur le site des anciens travaux d'ingénierie de Baker Perkins (en). La prison ouvre ses portes en 2005, malgré de nombreuses protestations de la part des résidents locaux. Le Her Majesty's Prison Service affirme à l'époque que la prison de  Peterborough, en tant que prison « à usage mixte », deviendrait un modèle pour les prisons du futur. Cependant, l'établissement est rapidement impliqué dans une controverse lorsqu'il annonce le recrutement de deux thérapeutes holistiques pour proposer aux détenus des activités de réflexologie, d'aromathérapie et des massages indiens de la tête. Le député de Peterborough, Stewart Jackson, accuse la prison de chouchouter les détenus et d'envoyer ainsi un mauvais message aux familles qui travaillent dur.
En janvier 2008, un rapport national sur les prisons établi par le Her Majesty's Prison Service révèle que la prison de Peterborough arrive en dernière position des 132 prisons et complexes pénitentiaires, avec de faibles notes en matière de réduction de la récidive, d'efficacité organisationnelle et de décence. Un mois plus tard, des détenues de Peterborough se plaignent du fait que la nourriture servie à la prison est trop riche en calories et leur faisait prendre du poids. Les responsables de la prison affirment cependant que des options plus saines sont toujours accessibles aux détenus lors des repas.
En janvier 2013, le ministère de la Justice annonce qu'un bâtiment supplémentaire serait construit dans l'enceinte de l'établissmeent, augmentant ainsi la capacité globale d'accueil de la prison.
Le 13 avril 2018, l'établissement est le théâtre d'un incident nécessitant l'intervention d'une équipe de déminage de la Royal Air Force, qui a déployé un robot de déminage pour interagir à distance avec une Volkswagen Golf argentée située à proximité de la prison. Les autorités ont révélé le lendemain qu'elles avaient répondu à alerte à la bombe signalée dans la voiture, mais cela s'est avéré inexact.

## Détenus notables
- Rekha Kumari-Baker, femme qui a poignardé à mort ses deux enfants en 2007[8].
- Lucy Letby, infirmière néonatale qui a assassiné de nombreux bébés dont elle avait la garde[9].
- Chelsea O'Mahoney (en), fait partie d'un groupe de jeunes reconnus coupables du meurtre homophobe de David Morley en 2005[10].
- Emma Tustin, femme reconnue coupable d'avoir torturé et assassiné son beau-fils en juin 2020. Condamné en 2021[11],[12].